# باشگاه فوتبال پوتنزا
باشگاه فوتبال پوتنزا (انگلیسی: Potenza Calcio) یک باشگاه فوتبال مستقر در پوتنزا، ایتالیا است که در حال حاضر در سری سی ایتالیا، سومین سطح لیگ فوتبال در این کشور به فعالیت می‌پردازد.
آن‌ها بازی‌های خانگی خود را در ورزشگاه آلفردو ویویانی، مستقر در پوتنزا، ایتالیا انجام می‌دهند که به اندازه ۵۵۰۰ صندلی گنجایش پذیرش تماشاگر دارد.

## تاریخچه

### آتلا مونتیکیو
آتلا مونتیکیو وولتوره, که قبلاً به عنوان پلی‌اسپورتیوا آتلا مونتیکیو شناخته می‌شد، تیمی از آتلا، شهری در استان پوتنزا بود. این تیم خود نتیجه ادغام پلی‌اسپورتیوا مونتیکیو، مستقر در ریونرو این وولتوره، و پلی‌اسپورتیوا آتلا، مستقر در آتلا بود.
تیم جدید در پروموتسیونه فصل ۲۰۰۲–۲۰۰۱ شرکت کرد. این تیم در پلی‌آف‌های صعود به اچلنتسا فصل ۲۰۰۷–۲۰۰۶ و ۲۰۰۸–۲۰۰۷، ششمین سطح فوتبال ایتالیا در آن زمان، شرکت کرد اما به رده بالاتر راه نیافت. این تیم همچنین در دور اول پلی‌آف‌های صعود به اچلنتسا فصل ۱۱–۲۰۱۰، در برابر آدرانو از منطقه سیسیل شرکت کرد اما مغلوب شد.
در ژوئن ۲۰۱۲، این باشگاه با کانتروسنسو پوتنزا از پروموتسیونه، هفتمین سطح بالای فوتبال ایتالیا در آن زمان، ادغام شد. کانتروسنسو پوتنزا در پروموتسیونه ۲۰۱۲–۲۰۱۱ به عنوان یازدهمین تیم به خط پایان رسید، در حالی که آتلا مونتیکیو در همان فصل به جایگاه ششم رسید. از آنجایی که آتلا مونتیکیو موقعیت بالاتری در لیگ نسبت به کانتروسنسو پوتنزا داشت، تیم جدید، باشگاه فوتبال راسوبلو پوتنزا موقعیت آتلا مونتیکیو را در اچلنتسا فصل ۲۰۱۳–۲۰۱۲ به ارث برد، اما به پوتنزا منتقل شد و به عنوان یکی از جانشین‌های غیررسمی باشگاه ورزشی پوتنزا شناخته شد. جانشین غیررسمی دیگر شهر پوتنزا، در سری دی رقابت کرد.

### کانتروسنسو پوتنزا
کانتروسنسو پوتنزا تیم فوتبالی بود که در سال ۲۰۱۰ با ادغام «فوتورا پوتنزا» و «رئال زارا»، هر دو از پوتنزا، تأسیس شد. آنها به ترتیب در کتگوریا باسیلیکاتا و کتگوریا پوتنزا در فصل ۱۰–۲۰۰۹ شرکت کردند. در آن فصل، همچنین در فصل پیش از آن، دربی‌های محلی بین دو جانشین آینده باشگاه ورزشی پوتنزا وجود داشت، زیرا فوتورا پوتنزا و اتلتیکو پوتنزا در یک گروه بودند.
تیم جدید ابتدا در پریما کتگوریا باسیلیکاتا در فصل ۲۰۱۰–۱۱ شرکت کرد و در اولین فصل لیگ را برد.
فوتورا پوتنزا قبلاً به عنوان یواس پوتنزا موندو دی بیایونه و آاس ژئوتک موندو دی بیایونه شناخته می‌شد. فوتورا پوتنزا همچنین در پروموتسیونه فصل‌های ۲۰۰۳–۲۰۰۲ و ۲۰۰۸–۲۰۰۷ و همچنین در دسته‌های پایین‌تر بین این دو فصل شرکت کرده بود. در ژوئن ۲۰۰۸، این تیم به پریما کتگوریا باسیلیکاتا در فصل ۲۰۰۸–۰۹ تنزل پیدا کرد.
رئال زارا در اواسط سال ۲۰۰۸ تأسیس شد. آنها در عمر دو ساله خود در ترزا کاتگوری شرکت کردند.

### راسوبلو پوتنزا / پوتنزا کالچیو
راسوبلو پوتنزا در ژوئن ۲۰۱۲ پس از ادغام «آتلا مونتیکیو وولتوره»، مستقر در آتلا و «کانتروسنسو پوتنزا»، مستقر در پوتنزا تأسیس شد.
در ژوئن ۲۰۱۴، این تیم از اچلنتسا به سری دی صعود کرد.
در تابستان ۲۰۱۴، این باشگاه به باشگاه فوتبال راسوبلو پوتنزا تغییر نام داد.
در تابستان ۲۰۱۵، این باشگاه دوباره به باشگاه فوتبال پوتنزا تغییر نام داد.
این باشگاه در مرحله گروهی سری دی فصل ۲۰۱۸–۲۰۱۷ اول شد و به سری سی صعود کرد.